# Basel IV
Базель IV — скорочена назва документу Базельського комітету з банківського нагляду (Basel Committee on Banking Supervision, BCBS), що містить методичні рекомендації в області банківського регулювання. Цей документ пропонує зміни до міжнародних стандартів ведення банківської діяльності, які було схвалено протягом 2016 та 2017 років, відомі як Базельські угоди про капітал. Регулятори зауважують, що ці зміни є лише завершальним етапом реформи, відомої під назвою Базель III, які було схвалено у цілому ще у 2010—2011 роках. Базельський комітет з питань банківського нагляду називає ці зміни «завершенням реформ». Критики цієї реформи, а саме, учасники банківського ринку, зауважують, що Базель IV вимагає значного збільшення капіталу та має розглядатись як окремий раунд реформ.

## Вимоги
Базель IV пропонує зміни, які обмежують скорочення капіталу, яке може виникнути у результаті застосування банками своїх внутрішніх моделей, відповідно до просунутого підходу на основі внутрішніх рейтингів (Advanced Internal Ratings-Based approach, A-IRB), а саме:
- Стандартизований поріг, який передбачатиме, що регулятивний капітал завжди має бути на рівні щонайменше 72,5 % від зважених на ризик активів відповідно до стандартизованого підходу (Standardized risk weights approach, SRW). Обмеження зростатиме поступово:
  - 2022 рік: 50 %
  - 2023 рік: 55 %
  - 2024 рік: 60 %
  - 2025 рік: 65 %
  - 2026 рік: 70 %
  - 2027 рік: 72.5 %
- Одночасно відбуватиметься зменшення стандартизованих ризикових ваг для житлових кредитів з низьким рівнем ризику
- Виникне вимога до банків виконувати максимальний коефіцієнт левериджу
- Для системно важливих банків буде встановлено вищий коефіцієнт левериджу, який зростатиме (50 % нормативу капіталу, скоригованого за ризиком)
- Буде встановлено вимогу детальніше розкривати рівні резервів та іншу фінансову інформацію

Ці зміни наберуть чинності у січні 2022 року.

## Історія
Базель III — це серія реформ, які було розроблено у відповідь на Глобальну фінансову кризу 2008 року. Вони виходять далеко за межі стандартів капіталу і передбачають збільшення якості і обсягу капіталу та більше охоплення ризиків. У рамках проведення реформ вводиться коефіцієнт левериджу, щоб обмежити частки запозичених коштів у балансах банків, запроваджуються додаткові буфери капіталу та встановлюється глобальний стандарт ризику ліквідності.
Базель III не є заміною для Базель II. Навпаки, це його оновлення, доповнення та удосконалення.
Починаючи з 2017 року, проводиться серія реформ під назвою Базель IV, яка доповнює попередню хвилю реформ Базель III. Ці зміни наберуть чинності у січні 2022 року.
Генеральний секретар Базельського комітету у своїй промові 2016 року заявив, що він не вважає, що зміни є достатньо суттєвими, щоб виправдати введення нової римської цифри. Базельський комітет посилається лише на три Базельські угоди.
У відповідь на пандемію COVID-19 Базельський комітет погодився відтермінувати імплементацію на один рік до січня 2023 року.